# رونالد بلاكوود
رونالد بلاكوود (بالإنجليزية: Ronald Blackwood)‏ هو سياسي أمريكي، ولد في 19 يناير 1926 في جامايكا، وتوفي في 22 فبراير 2017 في نيو سميرنا بيتش في الولايات المتحدة. حزبياً، نشط في الحزب الجمهوري.